# 射影線型群
数学における射影線型群（しゃえいせんけいぐん、英: projective linear group）あるいは射影一般線型群（しゃえいいっぱんせんけいぐん、英: projective general linear group）とは一般線型群の中心による剰余群のことである。
同様に、射影特殊線型群(しゃえいとくしゅせんけいぐん、英: projective special linear group)とは特殊線型群の中心による剰余群のことである。
有限体上の射影特殊線型群はほとんどの場合に非可換有限単純群となる。
これらの群は射影空間に忠実に作用する。

## 定義
体 F 上の線型空間 V の射影一般線型群とは、V 上の一般線型群 GL(V) の中心 Z(V) による剰余群
PGL(V) = GL(V) / Z(V)
のことである。この中心 Z(V) は非零スカラー変換全体のなす群と一致する。
同様に射影特殊線型群とは、V 上の特殊線型群 SL(V) の中心 SZ(V) による剰余群
PSL(V) = SL(V) / SZ(V)
のことである。この中心 SZ(V) は行列式が 1 であるスカラー変換全体のなす群と一致する。
特に V = Fn のとき PGL(V)や PSL(V) の代わりに PGL(n, F) や PSL(n, F) と表記されることもある。

## 名前の由来
射影線型群という名前は射影幾何学から発生した。ここに、同次座標系 (x0: x1: …: xn) に作用する射影群は、射影幾何学の基礎をなす群である。
（注意：従って、PGL(n + 1, F) は、n 次元射影空間に対する群である。）
言い換えれば、群 GL(V) の V への自然な作用は、PGL(V) の射影空間  P(V) への作用を引起こす。
従って、射影線型群は、一次分数変換全体の群 PGL(2, C) （時としてメビウス群ともいう）を一般化したものである。ここで、PGL(2, C) は、複素射影直線に作用する。

## 有限体上の射影線型群
この節では特に位数 q の有限体 Fq 上の射影線型群について述べる。このとき PGL(n, Fq) = PGL(n, q) や PSL(n, Fq) = PSL(n, q) = LF(n, q) = Ln(q) などと表すこともある。

### 位数
{\displaystyle {\begin{aligned}\vert \operatorname {PGL} (n,q)\vert &=q^{n(n-1)/2}\prod _{i=2}^{n}(q^{i}-1)/(q-1),\\\vert \operatorname {PSL} (n,q)\vert &=q^{n(n-1)/2}\prod _{i=2}^{n}(q^{i}-1)/d,\qquad d=(n,q-1).\end{aligned}}}

### Ln(q) の単純性
n ≥ 2 のとき L2(2)（3 次の対称群と同型である）および L2(3)（4 次の交代群と同型である）を除けば Ln(q) は非可換有限単純群である。
非可換有限単純群である射影特殊線型群 Ln(q) にも例外的に m 次の交代群 Am と同型であることがある。
- L2(4) ≅ L2(5) ≅ A5
- L2(9) ≅ A6
- L4(2) ≅ A8